# Драченко Віктор Олександрович
Віктор Олександрович Драченко (нар. 10 лютого 1944, тепер Миколаївська область) — український компартійний діяч, 2-й секретар Дніпропетровського обкому КПУ, перший голова ВО «Батьківщина». Кандидат економічних наук, доцент.

## Біографія
Закінчив Ганнівську середню школу Миколаївської області, професійно-технічне училище.
Освіта вища. Закінчив Криворізький гірничо-рудний інститут Дніпропетровської області.
Член КПРС. Перебував на партійній роботі, до травня 1990 року працював інструктором Ідеологічного відділу ЦК КПРС у Москві.
10 травня — 24 листопада 1990 року — секретар Дніпропетровського обласного комітету КПУ з питань ідеології.
24 листопада 1990 — серпень 1991 року — 2-й секретар Дніпропетровського обласного комітету КПУ.
У 1990-х роках був одним із засновників Всеукраїнського суспільного об'єднання «Союз миролюбних сил Батьківщина». У липні — грудні 1999 року — перший голова політичної партії Всеукраїнське об'єднання «Батьківщина».
На початку 2000-х років працював 1-м заступником голови Державної податкової адміністрації в Автономній Республіці Крим. Член Партії регіонів, заступник голови Севастопольського міського відділення Партії регіонів.
З грудня 2011 року — радник голови Севастопольської міської державної адміністрації Володимира Яцуби з питань засобів масової інформації. У 2013—2014 роках — виконувач обов'язків заступника голови Севастопольської міської державної адміністрації, керівник апарату Севастопольської міської державної адміністрації.
З 2014 року — доцент Автономної некомерційної організації «Університет економіки і управління» в окупованому Сімферополі Автономної Республіки Крим.

## Нагороди
- ордени
- медалі
- державний радник податкової служби ІІІ-го рангу
- заслужений економіст Автономної Республіки Крим